# Horčápsko
Horčápsko là một làng thuộc huyện Příbram, vùng Středočeský, Cộng hòa Séc.